# Edward Lawry Norton
Edward Lawry Norton (Rockland, 28 de julho de 1898 – Chatham, 28 de janeiro de 1983) foi um engenheiro e cientista. Ele trabalhou no Bell Labs e é conhecido pelo teorema de Norton.

## Carreira
Suas áreas de pesquisa ativa incluíam teoria de rede, sistemas acústicos, aparelhos eletromagnéticos e transmissão de dados. Formado pelo MIT e pela Universidade de Columbia, ele detinha dezenove patentes de seu trabalho.
Edward L. Norton é mais lembrado pelo desenvolvimento do circuito equivalente dual de Thevenin, atualmente conhecido como circuito equivalente de Norton.
Ele estava interessado na teoria dos circuitos de comunicação e na transmissão de dados em alta velocidade por linhas telefônicas. Norton começou sua carreira no telefone em 1922 no Departamento de Engenharia da Western Electric Company (que mais tarde se tornou a Bell Laboratories).